# José Ignacio García Illueca
José Ignacio García Illueca (San Bartolomé Otzolotepec, Provincia de México; 26 de julio de 1781-Ciudad de México, 7 de junio de 1823) fue un militar y político mexicano que destacó, entre otras cosas, por ocupar en distintos periodos las cuatro secretarías al inicio de la vida independiente de México, durante el Supremo Poder Ejecutivo.